# Lumban Tua
Lumban Tua is een bestuurslaag in het regentschap Aceh Tenggara van de provincie Atjeh, Indonesië. Lumban Tua telt 318 inwoners (volkstelling 2010).